# 娜瓦爾·曼蘇利
娜瓦爾·曼蘇利（1985年8月1日—）是一名阿爾及利亞排球運動員，曾代表國家參加2008年北京奧運的女子排球比賽及2012年倫敦奧運的女子排球比賽，並未獲得獎牌。